# Frey Samsioe
Carl Axel Frey Samsioe (Hörby, Malmöhus, 9 de outubro de 1890 – 20 de março de 1972) foi um engenheiro civil sueco, especialista em construção de estradas e engenharia de potência hidráulica.
C. A. Frey Samsioe obteve a graduação em engenharia no Instituto Real de Tecnologia em Estocolmo e um doutorado em engenharia em 1935. Trabalhou na companhia de construção sueca Vattenbyggnadsbyrån em 1912–1916 e 1919–1955, e também no Whangpoo Conservancy Board em Shanghai em 1917–1918. Foi eleito em 1931 membro da Royal Swedish Academy of Engineering Sciences.
Samsioe apresentou em 1924 em Londres um artigo no primeiro Congresso de Energia Mundial. Foi palestrante convidado do Congresso Internacional de Matemáticos em Toronto (1924).